# Милорад Радуновић
Милорад Радуновић (21. јун 1926 — фебруар 2017) био је професор књижевности, агроном и писац.

## Биографија
Милорад Радуновић рођен је у Никшићу. Детињство и дечаштво је провео у Сувом Лукавцу, код Истока, на Косову и Метохији. Основно и средње образовање стицао је у Ђураковцу, Пећи, Приштини и Новом Саду. Вишу педагошку школу и филозофски факултет завршио је у Скопљу. Књижевношћу се бави од 1974. године. Пише песме, кратке приче и драмске игре за децу и одрасле. Сакупљао је народне умотворине посебно на подручју Метохије. Записује, приређује и објављује усмено благо народне књижевности. Милорад Радуновић је заступљен у више десетина антологија, зборника, ревија (домаћих и страних), уџбеника, читанки. Превођен је на неколико страних језика. 
Био је члан Удужења књижевника Србије, Удружења црногорских писаца за децу и младе и почасни члан више књижевних клубова.

### Милорад Радуновић као агроном
Једно време радио је у Биотехничким научно-истраживачким институтима у Новом Саду и Пећи где је водио фенолошка запажања и сарађивао са докторандима у припреми докторских теза. Своја фенолошка истраживања је преносио студентима.

## Одабрана библиографија
- Пољем, гором, (1980)
- Пороснице, (1982)
- Звездане кошуљице, (1987)
- Нове загонетке, (1987)
- Остала је реч, (1988)
- Из торбака природњака, (1990)
- Белокоса јутра, (1990)

## Награде
- Награда Григорије Божовић
- Нагада Златна струна
- Прва награда за најлепшу љубавну песму (југословенски конкурс у Ивањици)
- Три пута је добио Печат Правитељствујушћег совјета сербског за родољубиву поезију у Барајеву
- Мишићев дукат за родољубиву поезију у Мионици[3]

### Признања
- Повеља за књижевно стварање за дјецу и младе од Удружења црногорских писаца за дјецу и младе
- Повеља Скупштине општине Колашин
- Награда за животно дело Културно - просветне заједнице Скупштине општине Јагодина